# موريس كارتر
موريس كارتر (بالإنجليزية: Maurice Carter)‏ (12 أكتوبر 1976 بجاكسون في الولايات المتحدة - ) هو لاعب كرة سلة أمريكي في مركز مدافع مسدد الهدف. لعب مع لوس أنجلوس ليكرز وSan Diego Stingrays ‏.

## وصلات خارجية
- موريس كارتر على موقع إن بي أي (الإنجليزية)
- موريس كارتر على موقع سبورتس رفرنس (الإنجليزية)
- موريس كارتر على موقع الدوري الإسباني لكرة السلة (الإسبانية)
- موريس كارتر على موقع كرة السلة الأوروبية.كوم (الإنجليزية)
- موريس كارتر على موقع كلية كرة السلة في سبورتس رفرنس.كوم (الإنجليزية)
- موريس كارتر على موقع ريلجم (الإنجليزية)
- موريس كارتر على موقع بروبوليرز (الإنجليزية)
- موريس كارتر على موقع سبورتس رفرنس (الإنجليزية)